# Urbano Rattazzi
Urbano Rattazzi, italijanski politik, * 20. junij 1808 Alessandria (Italija), † 5. junij 1873 Frosinone (Italija).
Rattazzi je bil minister za šolstvo (1848), pravosodni minister (1848-1849). predsednik Poslanske zbornice (1852-1853, 1859, 1861-1862, 1867), minister za notranje zadeve (1859-61 in 1862),